# Hans Zirkzee
Hans Zirkzee (Rotterdam, 1956) is een Rotterdamse muziekdocent, concertorganisator, schrijver en jazz-historicus.
Zirkzee is geboren en getogen in Rotterdam-Zuid. Aan de pedagogische academie in Dordrecht werd hij opgeleid tot leraar in het basisonderwijs. Daarnaast werkte hij als concertorganisator voor stichting Skala Lokala. Als zodanig werkte hij ook voor STROEF, De Doelen, Plan C, Parkzicht en Thelonious.
In 2005 werd Zirkzee door Piet Vogelesang van jazzcentrum Thelonious gevraagd een biografie te schrijven over de Rotterdamse jazzpromotor Willem 'Wodka' van Empel. Dit verhaal werd breder van opzet en mondde uit in een geschiedenis van de jazz in Rotterdam. Dit boek Jazz in Rotterdam werd in 2015 gepubliceerd. In 2015 was dit werk ook genomineerd voor Beste Rotterdamse Boek, en in 2016 onderscheiden met de Belvedère de Dutilhprijs.
In 2019 verzorgde hij als curator de expositie "Jazz in Rotterdam – De soundtrack van een zinderende stad 1919-1945" in Museum Rotterdam.

## Publicaties, een selectie
- Jazz in Rotterdam: de geschiedenis van een grote stadscultuur, Uitgeverij Lecturis BV, 2015.